# Ойнаров, Рыскул Ойнарович
Рыскул Ойнаров — советский и казахстанский учёный, профессор кафедры фундаментальной математики Евразийского национального университета имени Л. Н. Гумилева.

## Биография
Родился 26 февраля 1947 года в ауле Куль-Арык (сейчас это аул Ахтан батыра аульного округа Коларык) Казалинского района Кзыл-Ординской области в семье колхозников.
Учился в школе в ауле, потом в Аральске, в 1959 году окончил одиннадцатилетнюю среднюю школу в поселке Сольтрест (Жаксыкылыш) и поступил на механико-математический факультет Казахского государственного университета имени С. М. Кирова. Своей специализацией выбрал теории дифференциальных уравнений с частными производными.
В 1969 году с отличием окончил КазГУ и был призван в армию, служил в офицерском звании в Кушке. После увольнения в запас работал учителем в Аральске в восьмилетней школе № 64.
Осенью 1972 года принят в КазГУ ассистентом на кафедре математического анализа. С 1973 г. работал старшим инженером лаборатории Института математики и механики АН КазССР.
В 1976—1978 гг. — старший инженер, в 1978-79 гг. — младший научный сотрудник института Сейсмологии АН КазССР.
С ноября 1979 года — в лаборатории «Прикладной анализ» Института математики и механики АН КазССР: старший инженер, младший научный сотрудник. В 1983—1990 гг. — старший научный сотрудник и заведующий лабораторией Института теоретической и прикладной математики АН КазССР.
В 1981 году под руководством академика М.Отелбаева защитил кандидатскую диссертацию «Непрерывность и липшицевость нелинейных интегральных операторов типа Урысона», в 1994 году — докторскую диссертацию «Весовые оценки интегральных и дифференциальных операторов».
В 1990—1996 гг. — заведующий лабораторией Института математики АН КазССР.
С 1996 по 1999 год по приглашению академика Т.Кальменова, ректора Южно-Казахстанского государственного университета (Чимкент), заведовал в этом вузе кафедрой высшей математики.
В 1999—2000 гг. — заведующий лабораторией Института математики, МОН РК, г. Алматы.
Осенью 2000 года по приглашению ректора Евразийского государственного университета им. Л. Н. Гумилева профессора М. Жолдасбекова переехал в Астану. Там заведовал кафедрами «Алгебра, геометрия и математическая логика» (2000—2002), «Прикладная и вычислительная математика» (2002—2008), «Фундаментальная и прикладная математика» (2008). С 2009 года — профессор кафедры «Фундаментальная математика».
Автор более ста научных работ, опубликованных в международных и республиканских изданиях. Читал курсы:
- Весовые неравенства типа Харди,
- Элементы качественного анализа полулинейного дифференциального уравнения II порядка,
- Качественные характеристики решений однородного уравнения Штурма-Лиувилля,
- Весовые вложения и спектр сингулярных дифференциальных операторов,
- Осцилляторность нелинейных разностных уравнений,
- Многомерные неравенства Харди, Соболева,
- Весовые интегральные неравенства и их приложения.

Доктор физико-математических наук (1994), профессор (1995), член-корреспондент (2013), академик Национальной академии наук РК (2016).
Награждён нагрудными знаками «За заслуги в развитии науки Республики Казахстан» и «Почетный работник образования РК», Почётной грамотой Президента РК, орденом «Құрмет».